# Fagor
Fagor ist seit 2014 eine Marke für Haushaltsgeräte des spanischen Herstellers CNA Group; zuvor war Fagor Electrodomésticos, S. Coop. ein selbständiger, genossenschaftlich organisierter Haushaltsgerätehersteller mit Sitz in Mondragón (Spanien), der im November 2013 Insolvenz angemeldet hat. Er war Teil der Mondragón Corporación Cooperativa, der größten Genossenschaft der Welt.

## Das Unternehmen
Fagor entstand im Oktober 1956, als die fünf ehemaligen Schüler der Berufsschule im baskischen Mondragón Luis Usatorre, Jesús Larrañaga, Alfonso Gorroñogoitia, José María Ormaetxea und Javier Ortubay die Otalora-Werkstatt in Vitoria kauften und eine Lizenz zum Bau von Haushaltsgeräten erhielten. Sie nannten die Firma Talleres Ulgor („Ulgor-Werk“), wobei Ulgor sich aus den Initialen ihrer Nachnamen zusammensetzte. Aufbauend auf den Gedanken von José María Arizmendiarrieta, dem Gründer der Berufsschule, wandelten sie das Unternehmen 1959 in eine Genossenschaft um. Die Werkstatt zog von Vitoria nach Mondragón um; 1959 wurde Fagor als Marke registriert. Fagor galt als ein Vorzeigeunternehmen und war Kern der später entstandenen Mondragón Corporación Cooperativa.
Im Jahr 2005 erwarb Fagor den französischen Konkurrenten Brandt für 162,5 Mio. Euro,
der als Teil der Fagor-Gruppe fortan unter Fagor Brandt firmierte – mit diesem Kauf wurde der Umsatz von Fagor um ca. 900 Mio. Euro ausgeweitet und verlieh dem Unternehmen eine internationale Dimension.
Mit einem Umsatz von 1,2 Milliarden Euro im Jahr 2012 und einem Marktanteil von 5,1 % war die Fagor-Gruppe zuletzt der fünftgrößte Elektrogroßgerätehersteller in Europa und Marktführer in Frankreich (Marktanteil: 14,2 %) und Spanien (Marktanteil: 16,3 %) sowie die zweitmeistverkaufte Marke in Polen (Marktanteil: 7,2 %). In der Produktgruppe Toplader-Waschmaschinen war Fagor der größte Hersteller weltweit und produzierte Toplader für namhafte Marken europaweit. In Europa war das Unternehmen Marktführer für Toplader-Waschmaschinen und -Wäschetrockner (700.000 Geräte im Jahr 2011) sowie Pyrolyse-Backöfen und Induktionskochfelder.
Die Fagor-Gruppe war in 130 Ländern vertreten und beschäftigte im Jahr 2013 weltweit 5700 Mitarbeiter. Das Unternehmen war in sieben Geschäftsbereichen tätig. Neben Elektro-Großgeräten wurden auch Elektro-Kleingeräte, Küchenmöbel, Warmwasserspeicher und Klimageräte produziert und vermarktet. Jährlich produzierte Fagor sechs Millionen Elektrogroßgeräte, die in 13 Produktionsstätten  in fünf Ländern – hauptsächlich Spanien, Frankreich und Polen – gefertigt wurden. Hiervon befanden sich elf Fertigungsstätten in Europa. In Frankreich hatte Fagor fünf Werke mit insgesamt 1870 Mitarbeitern (Kochprodukte in Orléans und Vendôme, Kühltechnik in Verolanuova, Waschmaschinen und Mikrowellen in Lyon und La Roche-sur-Yon/Aizenay). Ein weiteres bedeutendes Werk bestand in Polen (Wrocław).
Fagor war seit 2002 am deutschen Markt mit der Fagor Hausgeräte GmbH mit Sitz in Dreieich vertreten und vertrieb hier die Marke Fagor.

## Marken der Fagor-Gruppe
Fagor vermarktete seine Produkte hauptsächlich unter den Markennamen Fagor, Brandt, Mastercook und De Dietrich; außerdem wurden die Marken Edesa, Asber, Thomson, San Giorgio, Vedette, Sauter, Samet und Ocean in einigen Produktgruppen vertrieben.
In Frankreich war die Fagor Group mit der Marke „Fagor Brandt“ und in Spanien mit der Marke „Fagor“ Marktführer. Die Marke „Mastercook“ stand im Verkaufsranking in Polen auf Position zwei.

## Insolvenz und Verkauf
Mit Schulden von rund 800 Mio. Euro musste das Unternehmen am 17. Oktober 2013 einen sogenannten vorläufigen Konkurs (preconcurso nach spanischem Recht) anmelden; Anfang November erklärten die Töchter in Polen (Fagor Mastercook) und in Frankreich (Fagor Brandt) sowie am 13. November auch die Muttergesellschaft in Spanien Insolvenz.
Ein Großteil der französischen Aktivitäten, der weitaus größte Teil der ehemaligen Fagor-Gruppe mit ca. 1200 Mitarbeitern und der Marke Brandt, wurde im April 2014 von Cevital, einem algerischen Konglomerat, übernommen. Die Standorte in Spanien mit ca. 700 Mitarbeitern wurden im Juli 2014 von dem spanischen Haushaltswarenhersteller CNA Group übernommen. Der Standort der ehemaligen polnischen Tochter Fagor Mastercook in Wrocław wurde im Dezember 2014 durch den deutschen Haushaltswarenhersteller BSH übernommen, der ankündigte, hier bis zu 500 Mitarbeiter beschäftigen zu wollen.